# Sotto la bandiera del Sol Levante
Sotto la bandiera del Sol Levante (軍旗はためく下に?, Gunki hatameku moto ni) è un film del 1972 diretto da Kinji Fukasaku.

## Trama
A una vedova di guerra, il governo non riconosce alcun sussidio. Il marito è stato fucilato per tradimento a pochi giorni dall'armistizio.
I racconti dei commilitoni, finalmente rintracciati, non riescono a ribaltare la verità ufficiale, ma, alla fine, la corredano del contesto di morte, fame, ingiustizia, classismo e sanguinaria incuranza del bellicismo giapponese.
Ventisei anni dopo, criminali di guerra e prevaricatori si ammantano di modernità e sviluppo democratico.